# Messinstrument (Empirie)
Ein Messinstrument (kurz: Instrument) ist in der empirischen Sozialforschung ein Mittel, mit dem Beobachtungen in Daten (Messwerte) überführt werden. In der Naturwissenschaft und bei technischen Anwendungen werden dazu insbesondere Messgeräte verwendet.
Wissenschaftliche Messinstrumente in der empirischen Sozialforschung sollen Gütekriterien erfüllen, wobei traditionell drei Hauptgütekriterien im Fokus stehen: Validität, Reliabilität und Objektivität. Die Validität (Gültigkeit) ist das wichtigste Hauptgütekriterium und meint, dass das Instrument wirklich das zu messende Konstrukt erfasst und kein anderes (z. B. soll ein Intelligenztest als Messinstrument genau Intelligenz messen und nicht etwa Allgemeinbildung). Ein weiteres Hauptgütekriterium von Messinstrumenten ist deren Reliabilität (Zuverlässigkeit, Genauigkeit). Ein Messinstrument ist reliabel, wenn die Messwerte wenig Messfehler enthalten und bei wiederholter Messung reproduzierbar sind. Schließlich müssen Messinstrumente auch das Hauptgütekriterium der Objektivität erfüllen, also in ihren Ergebnissen völlig unabhängig von der Person sein, die das Messinstrument gerade einsetzt. Dazu müssen alle Durchführungs-, Auswertungs- und Interpretationsregeln für das Messinstrument genau dokumentiert sein (z. B. in einem dem Intelligenztest beiliegenden Handbuch).

## Empirische Sozialforschung
Ziel der empirischen Sozialforschung ist es, für den wissenschaftlichen Erkenntnisgewinn Messinstrumente zu entwickeln, die in verschiedenen Untersuchungen verwendet werden können und somit direkte Vergleiche zwischen den Ergebnissen der Studien erlauben. Beispiele für solche Instrumente sind der Fragebogen, der Interview-Leitfaden, das Codebuch für Inhaltsanalysen, der psychologische Test oder das standardisierte Beobachtungsinstrument. Für alle diese Instrumente sollten die Gütekriterien in eigenständigen methodologischen Studien (oder zumindest in kleinen Vorstudien) überprüft und dokumentiert sein.